# Col de la Croix des Quatre Jambes
Le col de la Croix des Quatre Jambes est un col situé dans le Massif central en France. Il se trouve dans le département de la Loire, dans les monts du Forez, à une altitude de 1 001 mètres.

## Accès
Le col est situé sur la route départementale 44, sur la commune de Saint-Just-en-Bas.

## Histoire
Le monument dressé juste à côté de la route et appelé la Croix-Quatre-Jambes est constitué d'un authentique mégalithe (table d'un dolmen disparu ou menhir) sur lequel a été fixée une croix. Dans ce cas, la christianisation opérée sur une pierre faisant probablement l'objet de croyances et de pratiques d'origine païenne a été faite ici d'une manière très originale. D'après le préhistorien Marcel Baudouin, ce monument pourrait avoir été monté en tant que pierre des morts, à une époque relativement récente où les cercueils étaient portés à dos d'homme jusqu'à l'église la plus proche où ils pourraient être inhumés en terre chrétienne. Les pierres des morts, disséminées un peu partout au bord des chemins, permettaient aux porteurs de déposer respectueusement leur fardeau à l'ombre d'une croix et de se reposer quelques instants.